# Phyllis Omido
Phyllis Omido, née en 1978, est une militante kényane de l'environnement. Elle est l'une des six personnes à avoir reçu le prix Goldman pour l'environnement en 2015. Elle est connue pour avoir organisé des manifestations contre une usine de fusion du plomb. Cette activité industrielle était à l'origine d'intoxication par le plomb et l'usine a finalement été fermée.
Elle est la fondatrice du Centre for Justice, Governance and Environmental Action (CJGEA).

## Biographie
Phyllis Indiatsi Omido naît en 1978 dans le village de Kidinye, au sein de la région de Vihiga. Elle a deux frères et une sœur. Elle étudie la gestion à l'université de Nairobi et travaille dans les industries au Kenya depuis plus de 15 ans. Elle n'a jamais été mariée et a un enfant nommé Kingdavid Jeremiah Indiats. 
Une usine extrayant du plomb à partir de batteries de voitures d'occasion démarre ses activités en 2007 dans Owino Uhuru, un bidonville près de Mombasa,. L'usine rejette des émanations de plomb dans l'environnement, dont les cours d'eau utilisés par les habitants pour se baigner. Travaillant comme cadre des ressources humaines pour cette entreprise, Phyllis Omido contribue en 2009, avec un expert de l'Autorité nationale de la gestion de l’Environnement (Nema), à une étude d'impact environnemental (EIE), non effectuée lors de l'implantation initiale. La conclusion de cette étude recommande que la fonderie ferme, mais cette conclusion est remise en cause par la direction. 
Peu de temps après cette étude, le bébé de Phyllis Omido tombe malade. A l'hôpital, le personnel soignant pense tout d'abord que c'est la fièvre typhoïde ou le paludisme, mais décèle finalement un empoisonnement au plomb. Elle suspecte un lien avec l'activité de l'usine. Elle choisit trois enfants, au hasard, et obtient des analyses de sang. Ces analyses mettent en avant des niveaux de plomb au-dessus des normes de sécurité établies par les Centres pour le contrôle et la prévention des maladies. Elle commence alors une campagne pour la fermeture de l'usine, et crée une organisation, le Centre for Justice, Governance and Environmental Action (CJGEA).
En 2012, Omido et son fils sont accostés par des hommes armés à l'extérieur de son domicile, mais réussissent à s'échapper. Ses contacts avec les chefs d'entreprise, les représentants du gouvernement de fermer l'usine et les élus restant sans suite, elle organise des manifestations. Elle est finalement arrêtée avec 16 autres membres de CJGEA. Les bureaux du CJGEA sont perquisitionnés et la police confisque des documents et des ordinateurs. Après avoir passé une nuit en prison, elle est accusée d'incitation à la violence et de rassemblement illégal. Le juge rejette les accusations et déclare l'action de Phyllis Omido et du CJGEA conforme à la loi.
Elle obtient ensuite l'aide de Human Rights Watch et d'autres groupes. Elle rencontre le rapporteur spécial des Nations unies sur les déchets toxiques. Cela incite le sénat kenyan à faire évaluer l'impact environnemental de l'activité. L'usine est définitivement fermée en janvier 2014,.
Depuis, elle participe à différentes conférences environnementales et continue le lobbying sur le gouvernement.

## Récompense
Phyllis Omido est l'un des six lauréats du prix Goldman de l'environnement, en 2015,.